# Ernst Diez (Kunsthistoriker)

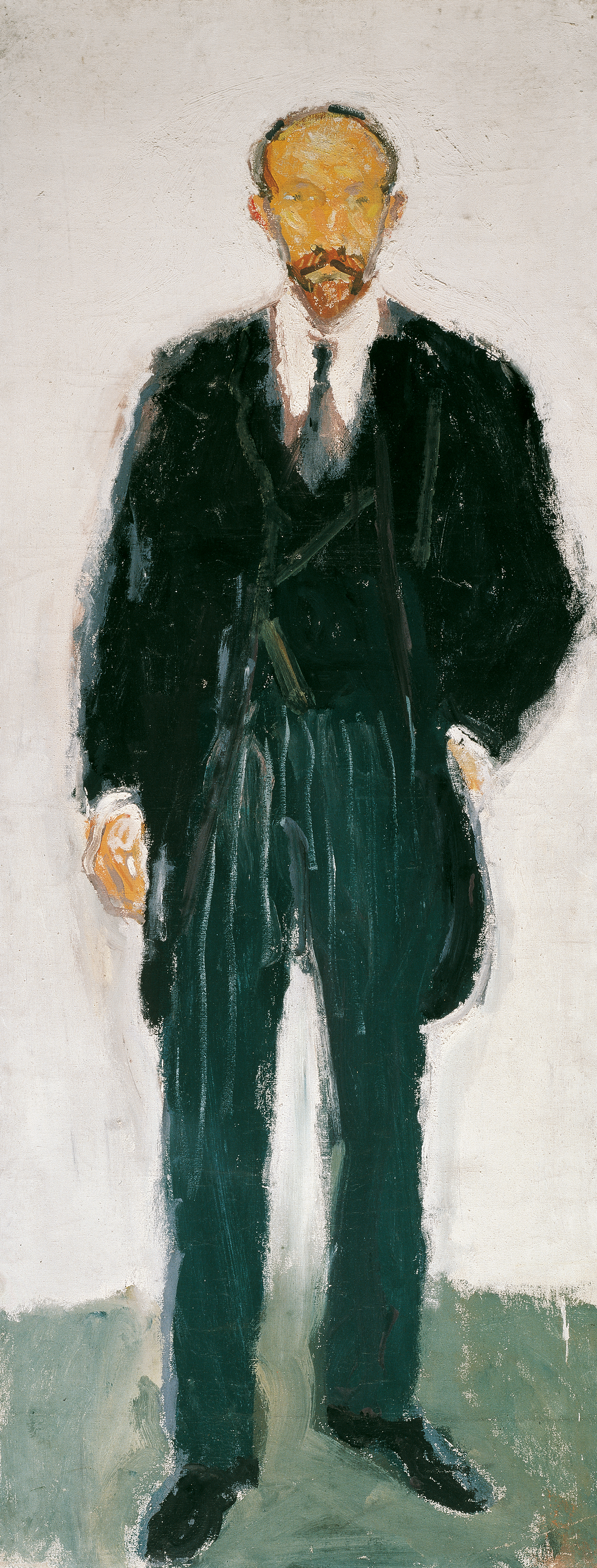
Ernst Dietz, Ölgemälde von Richard Gerstl, 1907

Ernst Diez (* 27. Juli 1878 in Lölling Graben; † 8. Juli 1961 in Wien) war ein österreichischer Kunsthistoriker. Schwerpunkte seiner Forschungen war die Islamische Kunst.

## Leben und Wirken
Diez, ein Cousin und Jugendfreund des Komponisten Anton Webern, studierte Kunstgeschichte und Klassische Archäologie an den Universitäten Wien und Graz. In Graz wurde er Schüler von Josef Strzygowski, bei dem er 1902 mit einer Arbeit zu den Miniaturen des Wiener Dioskurides promoviert wurde. Nach dem Wehrdienst 1902/03 verbrachte er Studienaufenthalte in Rom und Konstantinopel und arbeitete 1905 bis 1907 als Volontär am Österreichischen Museum für Kunst und Industrie in Wien.
Ab 1908 war er bei den Staatlichen Museen zu Berlin beschäftigt, ab 1909 in der Islamischen Abteilung unter Friedrich Sarre, wodurch er an den Vorbereitungen zur Ausstellung islamischen Kunst Meisterwerke muhammedanischer Kunst in München 1910 beteiligt war. Im Frühjahr 1911 ging Diez an die Universität Wien zurück, wo er Assistent von Strzygowski wurde. Von 1912 bis 1914 unternahm er mit Oskar von Niedermayer eine Forschungsreise nach Persien, die ihn auch nach Afghanistan und Indien führte; in Chorasan führte er erfolglos Verhandlungen für Ausgrabungen in Nischapur.
Diez diente im Ersten Weltkrieg. Am 28. August 1919 erfolgte die Habilitation für Kunstgeschichte des Orients. Ab 1919 war er als Privatdozent, ab 1924 als außerordentlicher Professor an der Universität Wien tätig. Hier lehrte er frühchristliche und islamische Kunst. 1926 erhielt er eine Professur am Bryn Mawr College, 1930 an der Western Reserve University in Cleveland und 1931 wieder am Bryn Mawr College. Studienreisen führten ihn von 1930 bis 1931 nach China, Japan, Indien und Java.
Diez beantragte am 1. September 1937 die Aufnahme in die NSDAP und wurde zum 1. Mai 1938 aufgenommen (Mitgliedsnummer 6.164.600). 1939 wurde er außerplanmäßigen Professor in Wien.
1943 reiste Diez mit seinem türkischen Schüler Oktay Aslanapa auf Einladung des türkischen Bildungsministeriums nach Istanbul, wo er, schon 65-jährig, von 1943 bis 1949 Professor für islamische Kunst an der Universität Istanbul war und ein Institut für Kunstgeschichte aufbaute.  Aslanapa wurde sein Assistent. Unterbrochen wurde seine Tätigkeit durch die türkische Kriegserklärung an Deutschland gegen Ende des Zweiten Weltkriegs, die zur Internierung von Diez in Kırşehir bis 1946 führte. Sein in dieser Zeit verfasstes Buch Türk Sanatı. Başlangıcından Günümüze Kadar („Türkische Kunst. Von den Anfängen bis zur Gegenwart“) führte nach seinem Erscheinen im Juli 1946 wegen des Aufzeigens armenischer Einflüsse auf die türkische Kunst und deren Vergleich mit byzantinischer Kunst zum Skandal und zu Protesten von türkischen Nationalisten, die schließlich 1949 zur Entlassung von Diez führten. Diez kehrte 1950 nach Wien zurück.
Diez war Mitglied der Deutschen Orient-Gesellschaft.
Mit seiner Frau, der Sprachlehrerin Beryl Diez, hatte er die in Dresden geborene Tochter Doris Brehm (1908–1991). Sie war als Autorin, Übersetzerin und Herausgeberin sowie Mitarbeiterin für den österreichischen Publizisten, Verleger und Widerstandskämpfer Hans Eberhard Goldschmidt (1908–1984) tätig.

## Veröffentlichungen (Auswahl)
- Die Miniaturen des Wiener Dioskurides. In: Ursprung und Sieg der altbyzantinischen Kunst (= Byzantinische Denkmäler, hrsg. von Josef Strzygowski, Bd. 3). Mechitharisten-Kongregation, Wien 1903, S. 1–69 (= Dissertation, Universität Graz, 1902, handschriftlich Volltext, Monographie Volltext)
- Die Kunst der islamischen Völker (= Handbuch der Kunstwissenschaft). Akademische Verlagsgesellschaft Athenaion, Berlin-Neubabelsberg Volltext 1915 (Volltext; Volltext durchgesehener Neudruck 1917).
- Die Kunst Indiens (= Handbuch der Kunstwissenschaft, Ergänzungsband). Akademische Verlagsgesellschaft Athenaion, Wildpark-Potsdam 1925 (Volltext).
- Einführung in die Kunst des Ostens. Avalon, Wien & Hellerau 1917 (Volltext).
- Churasanische Baudenkmäler. D. Reimer, Wien 1918.
- mit Heinrich Glück: Alt-Konstantinopel. Hundertzehn photographische Aufnahmen der Stadt und ihrer Bau- und Kunst-Denkmäler. Albert Mundt, München-Pasing 1920 (Volltext).
- mit Otto Demus: Byzantine Mosaics in Greece, Hosios Lucas and Daphni. Harvard University Press, Cambridge (MA) 1931.
- Entschleiertes Asien. Zsolnai, Berlin; Wien; Leipzig 1940 Volltext
  - englische Ausgabe Ancient Worlds of Asia: from Mesopotamia to the Yellow River. Macdonalds, London 1961 Volltext
- Türk Sanatı. Başlangıcından Günümüze Kadar. Istanbul 1946.
- Glaube und Welt des Islam. (Sammlung Völkerglaube) W. Spemann Verlag, Stuttgart, 1941 (3. Auflage 1948). Volltext (14 Tage zur Ausleihe); Volltext (permanent), Volltext (permanent)